# Феи: Легенда о чудовище
«Феи: Легенда о чудовище» (англ. Legend of NeverBeast) — шестой и последний компьютерный анимационный фильм в серии «Феи», снятый компанией «DisneyToon Studios» в 2014 году. Это последний мультфильм производства DisneyToon Studios.
Он был выпущен в кинопрокат на рынках нескольких стран, включая и Великобританию, 12 декабря 2014 года. В Соединенных Штатах он вышел в ограниченный кинопрокат 30 января 2015 года в El Capitan Theatre, и вышел direct-to-video 3 марта 2015 года.
Мэй Уитман, Люси Лью, Рэйвен-Симоне, Меган Хилти, Памела Эдлон и Анжелика Хьюстон продолжили соответственно роли Динь-Динь, Серебрянки, Иридессы, Розетты, Видии и Королевы Клэрион. В этом фильме в роли Фауны выступила Джиннифер Гудвин вместо Анжелы Бартис. Розарио Доусон озвучила нового персонажа по имени Никс.

## Сюжет
Весёлая и талантливая фея животных Фауна считает, что нельзя судить о книге по её обложке или о животном по его клыкам, — так она дружит с огромным и таинственным существом, известным как Чудовище. Пока Динь и её друзья не уверены насчёт этого страшного дополнения к Долине Фей, элитные феи-разведчики задались целью поимки монстра, прежде чем он разрушит их дома. Фауна должна довериться своему сердцу и сделать прыжок веры, если она надеется сплотить девочек, чтобы спасти Чудовище.
Фауна спасла ястреба-ребёнка со сломанным крылом. Поскольку ястребы едят фей, разведчики-феи уведомляют Королеву Клэрион и Фауне делается выговор за слушание всегда своего сердца, и не слушание голоса разума.
После оказания помощи ястребу-ребёнку вернуться на своё законное место, Фауна слышит незнакомый рев и решает лететь в глубину леса проверить. Она находит странное существо, которое никогда не видела прежде. После наблюдения его поведения она считает, что оно имеет черты, подобные множеству различных животных, которых она встретила, за исключением одной особой активности. Зверь строит загадочные башни в виде рога в каждой области Долины Фей. Она называет его Графом.
Между тем, в Долине Фей, амбициозная фея-разведчик по имени Никс тоже слышала гул, и решает провести расследование. Она тоже случайно наткнулась на зверя и проводит исследование в библиотеке знаний фей, чтобы всё выяснить.
Используя информацию, собранную из нескольких разорванных страниц неустановленной книги о животных, она обнаруживает, что Граф превратится в ещё более свирепого зверя и (казалось бы) уничтожит Долину Фей с загадочной чередой событий, которая приводит к губительному шторму.
Королева Клэрион настоятельно призывает и Фауну и Никс совместно работать и «делать правильные вещи» в отношении защиты Долины Фей. Каждая фея берёт этот эдикт ввиду по-разному; Фауна намерена помочь Графу сделать все таинственные задачи, которые он намерен осуществить, в то время как Никс хочет поймать его и предотвратить надвигающуюся бурю.
Граф действительно превращается в монстра, изображённого на разорванных страницах, но его намерения становятся неожиданностью для всех. На самом деле он хочет спасти Долину Фей.

## Роли озвучивали
- Джиннифер Гудвин — Фауна[4]
- Мэй Уитман — Динь-Динь[1]
- Розарио Доусон — Никс[1]
- Люси Лью — Серебрянка[1]
- Рэйвен-Симоне — Иридесса[1]
- Меган Хилти — Розетта[1]
- Памела Эдлон — Видия
- Анжелика Хьюстон — королева Клэрион